# Colonscopia
La colonscopia o coloscopia è un esame diagnostico volto a esplorare le pareti interne del colon, per scoprire eventuali lesioni, ulcerazioni, occlusioni, masse tumorali. È un importante strumento di prevenzione, che permette di individuare e, se necessario, rimuovere all'istante, dei tumori anche molto piccoli e in fase iniziale, impedendone lo sviluppo e la degenerazione. La colonscopia è consigliata come corretta attività di screening per tutti i soggetti a rischio: ad esempio per coloro che hanno familiarità con i tumori del colon; o comunque dopo i 50 anni, quando dall'esame delle feci si rileva la presenza di sangue, anche in tracce minime.

## Storia
Negli anni 1960, il dott. Niwa e il dott. Yamagata dell'Università di Tokyo hanno sviluppato il dispositivo. Dopo il 1968, il dottor William Wolff e il dottor Hiromi Shinya furono i pionieri dello sviluppo del colonscopio. La loro invenzione, nel 1969 in Giappone, fu un progresso rispetto al clistere di bario e al sigmoidoscopio flessibile perché consentiva la visualizzazione e la rimozione dei polipi dall'intero intestino crasso. Wolff e Shinya hanno sostenuto la loro invenzione e hanno pubblicato molte delle prime prove necessarie per superare lo scetticismo sulla sicurezza e l'efficacia del dispositivo.
La colonscopia con invenzione e mercato del CCD è guidata da Fuji film, Olympus e Hoya in Giappone. Nel 1982, il dottor Lawrence Kaplan dell'Aspen Medical Group di St. Paul, MN ha riportato una serie di 100 colonscopie consecutive ed endoscopie superiori eseguite in una clinica indipendente a miglia dall'ospedale più vicino, dimostrando la sicurezza e l'efficacia in termini di costi di queste procedure ambulatoriali (comunicazione personale alla Joint Commission on Ambulatory Care, maggio 1983).

## Preparazione

Panoramica schematica della procedura di colonscopia

Una corretta preparazione del paziente alla colonscopia ha lo scopo di svuotare completamente il colon, in modo da lasciarne le pareti lisce e prive di escrementi, così da permettere una corretta visione dell'interno; a questo scopo:
- nei quattro giorni precedenti l'esame non bisogna mangiare frutta, verdura, crusca;
- il giorno prima dell'esame ci si deve limitare a un pranzo leggero, per poi sospendere completamente ogni dieta solida;
- nel corso del giorno precedente l'esame bisogna bere molta acqua, ingerire dosi notevoli di lassativo ed effettuare un clistere di pulizia finale.

Il colon deve essere privo di materia solida affinché il test possa essere eseguito correttamente. Per uno o tre giorni il paziente è tenuto a seguire una dieta a bassa fibra o limpida-liquida. Esempi di fluidi chiari sono succo di mela, brodo di pollo o di manzo o bouillon, limone-lime soda, limonata, bevanda sportiva e acqua. È molto importante che il paziente rimanga idratato. Le bevande per lo sport contengono elettroliti che sono esauriti durante lo spurgo dell'intestino. Le bevande contenenti fibre come prugna e succo d'arancia non devono essere consumate, né i liquidi contenenti coloranti rosso, viola, arancione o talvolta marrone; tuttavia, la cola è consentita. Nella maggior parte dei casi, sono consentiti tè o caffè senza latte.
Il giorno prima della colonscopia al paziente viene data una preparazione lassativa (come bisacodilico, fosfoside, sodio picosolfato o fosfato di sodio e / o magnesio citrato) e grandi quantità di fluido viene assunta utilizzando una soluzione di polietilenglicole ed elettroliti. La procedura può comportare sia un lassativo in forma di pillola sia un preparato per l'irrigazione intestinale con la polvere di glicole polietilenico sciolta in qualsiasi liquido trasparente, come una bevanda sportiva che contiene elettroliti.

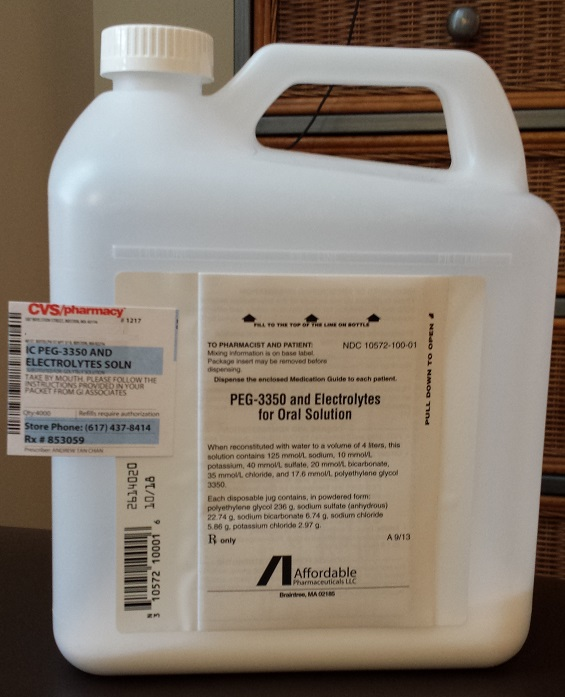
Un contenitore di PEG (glicole polietilenico) con l'elettrolita usato per pulire l'intestino prima di alcune procedure d'esame come una colonscopia

L'obiettivo della preparazione è quello di eliminare dal colon le sostanze solide; al paziente può essere consigliato di trascorrere la giornata a casa con un accesso immediato ai servizi igienici.
Si può chiedere al paziente di non assumere aspirina o prodotti simili come salicilato, ibuprofene, ecc. fino a dieci giorni prima della procedura per evitare il rischio di sanguinamento se si esegue una polipectomia durante la procedura. Un esame del sangue può essere eseguito prima della procedura.
Alcuni ospedali e cliniche hanno iniziato a utilizzare una tecnica utilizzata nell'idroterapia del colon come alternativa ai metodi di preparazione standard sopra descritti. In questo caso, viene utilizzata un'attrezzatura speciale per irrigare delicatamente il colon del paziente con acqua calda, appena prima della procedura di colonscopia, al fine di rimuovere qualsiasi solido eventualmente presente all'interno dell'intestino. Questo allevia il paziente dal dover ingerire grandi quantità di liquidi, o rischiare nausea, vomito o irritazione anale. Il tempo richiesto per la preparazione complessiva è significativamente ridotto, il che spesso facilita la programmazione più semplice della procedura.
Il lavaggio a cui è sottoposto il colon prima di effettuare una colonscopia è causa poco nota di alterazione della flora intestinale (disbiosi), come dimostrato anche da uno studio italiano che ha evidenziato come il lavaggio preparatorio alteri la flora intestinale determinando un aumento di enterobatteri cattivi e, parallelamente, una consistente riduzione di lattobacilli buoni, soprattutto L. delbrueckii. In tale studio si evidenzia, inoltre, che lo squilibrio permane anche a un mese dalla colonscopia e che questa alterazione favorisce l’insorgere di ceppi dannosi e resistenti, come i Proteobatteri, le Enterobacteriacee e le Streptococcacee che sono responsabili di sindromi diarroiche antibiotico-resistenti. Nel 2018 uno studio americano ha inoltre evidenziato un alto tasso di infezioni non solo a carico del sistema gastro-intestinale ma anche a livello polmonare nei giorni successivi fino a un mese dalla procedura endoscopica
Per contrastare il determinarsi della disbiosi è necessario ripristinare il livello dei lattobacilli, attraverso l’assunzione di probiotici microincapsulati in grado di ricolonizzare il colon con i lattobacilli deficitari, inibire la crescita dei ceppi cattivi e attivare o potenziare il sistema immunitario dell'ospite.

## Esame strumentale

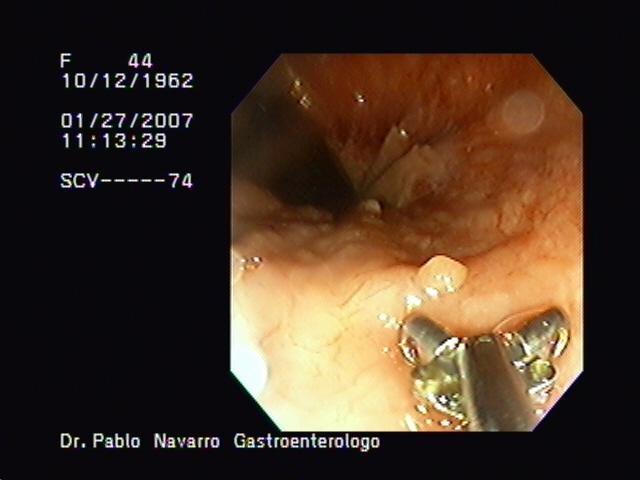
Momento di asportazione di un piccolo polipo durante una colonscopia. In basso la pinza in direzione del polipo.

L'esame viene effettuato attraverso l'introduzione per via anale di una sonda, detta colonscopio, che ha un diametro da circa 11 mm a 13 mm. La sonda, munita di microcamera, mostra in tempo reale l'interno del colon. Per facilitare la penetrazione della sonda, il colon stesso viene dilatato insufflando aria all'interno, procedimento che può risultare in alcuni casi fastidioso e anche doloroso. A seconda del tratto esplorato, possiamo distinguere:
- Rettoscopia (soltanto il retto è interessato dall'esame).
- Rettosigmoidoscopia (si esamina anche il sigma, il tratto subito a monte del retto, che non di rado si presenta assai convoluto e può essere assai difficile da esplorare. In tal caso particolari manovre sono messe in atto per tentare di "svolgere" il tratto convoluto e raddrizzarlo in modo da facilitare la progressione dello strumento. Frequentemente il passaggio del sigma è il momento più delicato e potenzialmente fastidioso dell'intero esame).
- Colonscopia sinistra (si risale fino alla flessura colica sinistra, percorrendo anche il colon discendente).
- Pancolonscopia (tutto il colon è interessato dall'esame).
- Pancolon-ileoscopia (si tenta, qualora le condizioni lo permettano, di forzare la valvola ileocecale per esplorare l'ileo distale, solitamente per circa 20 cm. Questo esame è molto utile quando, per esempio, si vuole verificare l'interessamento dell'ileo in un processo flogistico come la malattia di Crohn).

Qualora venissero masse tumorali esse potranno essere direttamente rimosse, dopodiché si procederà alla sezione istologica e all'esame anatomopatologico.

## Metodi alternativi per l'esame del colon
- Mediante raggi X (esame detto Rx clisma opaco). Si usa quando è controindicata o impossibile la colonscopia, ma dà risultati meno precisi.
- Colongrafia TAC. È una nuova metodica che per ora dà risultati inferiori alla classica colonscopia. La TAC multistrato a 64 detettori è un'endoscopia virtuale[12] che compie delle rilevazioni alla elevatissima frequenza di 160 strati submillimetrici al secondo, e tramite un particolare software permette di ottenere immagini 3D di alta qualità. Richiede la stessa preparazione della colonscopia tradizionale per la pulizia dell'intestino, non è invasiva, non richiede sedazione e permette un'endoscopia anche delle parti in movimento. È tuttavia meno sensibile nel rilevare lesioni inferiori ai 10 mm o lesioni piatte; espone inoltre il paziente a una dose di radiazioni circa quattro volte più alta rispetto a una mammografia e può comunque richiedere l'esecuzione successiva di una colonscopia tradizionale.[13]
- La videocapsula è un esame del tutto differente dalla colonscopia virtuale sia per strumentazione utilizzata sia per le indicazioni sui casi in cui viene utilizzata. Si tratta di una capsula che viene ingerita dal paziente, trasportata dai movimenti dell'intestino durante il suo transito e quindi espulsa con le feci. Viene impiegata non per lo studio del colon, ma per esaminare l'intestino tenue nei casi di anemia non spiegata per escludere sanguinamenti occulti a tale livello o nei casi di sospetta malattia infiammatoria intestinale a carico del piccolo intestino. Non richiede esposizione a radiazioni.
- La colonscopia robotica rappresenta un'alternativa che combina i vantaggi della colonscopia tradizionale (accuratezza diagnostica, possibilità di intervento) sia a una minore invasività, sia alla riduzione o alla completa eliminazione dei rischi di infezione e di perforazione. Il colonscopio è inserito manualmente nel paziente sino al retto e in seguito la navigazione sino al cieco è autonoma e controllata per mezzo di dispositivi esterni, che non richiedono esposizione a radiazioni. L'avanzamento autonomo della sonda esclude manovre dell'operatore per agevolare la progressione del colonscopio e minimizza la necessità di insufflare aria, pertanto non si rende necessario il ricorso alla sedazione del paziente.

## Screening del cancro colorettale
La colonscopia è uno dei test di screening per il cancro del colon-retto. Altri test di screening includono la rettoromanoscopia flessibile, il clistere di bario a doppio contrasto, la colonscopia tomografica computerizzata (TC) (colonscopia virtuale), il test del sangue occulto fecale basato sul guaiaco (gFOBT), il test immunochimico fecale (FIT) e lo screening del DNA fecale multitasking (Cologuard).
Gli screening successivi vengono poi programmati in base ai risultati iniziali riscontrati; le colonscopie con risultati normali richiedono solitamente cinque o dieci anni per essere ripetute.
Le persone con una storia familiare di cancro del colon-retto sono spesso sottoposte al primo screening in età adolescenziale. Tra le persone la cui colonscopia iniziale non mostra polipi, il rischio di sviluppare un cancro del colon-retto entro cinque anni è estremamente basso. Di conseguenza, queste persone non hanno bisogno di sottoporsi a una colonscopia ripetuta prima di cinque anni dal primo screening.
Poiché nelle persone a rischio medio di sviluppare il cancro del colon-retto, i polipi spesso impiegano 10-15 anni per trasformarsi in cancro, le linee guida raccomandano una colonscopia di screening di routine 10 anni prima della colonscopia successiva (questo intervallo non si applica alle persone ad alto rischio di sviluppare il cancro del colon-retto o a quelle con sintomi della malattia).

## Possibili complicazioni
- La colonscopia non garantisce la visualizzazione di tutti i tumori
- Possono verificarsi emorragie in seguito alla rimozione di masse tumorali
- L'esame può provocare la perforazione del colon
- Possono insorgere problemi cardiovascolari (particolarmente in seguito all'uso di sedativi)
- Seppur molto raro, con tale esame c'è il rischio di decesso, con una statistica pari al 0,02% (2 casi ogni 10.000 esami effettuati) e un tasso di complicanze variabile tra lo 0,3 e 1,7%.[20]